# General Luna, Surigao del Norte
General Luna là một đô thị hạng 5 trên đảo Siargao, tỉnh Surigao del Norte, Philippines. Theo điều tra dân số năm 2000, đô thị này có dân số 12.347 người trong 2.517 hộ.

## Các đơn vị hành chính
General Luna được chia thành 19 barangay.
| - Anajawan - Cabitoonan - Catangnan - Consuelo - Corazon - Daku - La Januza - Libertad - Magsaysay - Malinao | - Poblacion I (Purok I) - Poblacion II (Purok II) - Poblacion III (Purok III) - Poblacion IV (Purok IV) - Poblacion V (Purok V) - Santa Cruz - Santa Fe - Suyangan - Tawin-tawin |